# Kokka
Kokka ist eine Stadt in der Region Mahas, in Obernubien. Nach dieser Stadt ist das Königreich von Kokka benannt.
Der Untergang der nubischen, christlichen Königreiche Nubiens ist in vielen Dingen noch ungewiss, doch scheint es nicht eine militärische Eroberung gewesen zu sein, die diese Reiche beendete, sondern sie scheinen langsam in sich zerfallen zu sein und die Bevölkerung übernahm im 16. Jahrhundert den islamischen Glauben.
Die christlichen Königreiche bestanden wahrscheinlich aus diversen Kleinkönigreichen, von denen aber nur sehr wenig bekannt ist. Im Zerfallprozess der christlichen Reiche scheinen einige dieser Kleinkönigtümer unabhängig geworden zu sein. Eines dieser Kleinkönigtümer ist wohl das Königreich von Kokka.
Es ist nur sehr wenig zu diesem Reich bekannt und sehr wenig dazu geforscht worden. Das Reich wird sehr selten in ausländischen Quellen genannt. Immerhin ist eine Königsliste erhalten, die 13 Herrscher aufführt. Der erste dieser Herrscher war Melk AL-Nasir, der in Kairo studiert haben soll, der letzte, Abdel Aziz b. Zubaeir d. Diab regierte schon unter türkischer Herrschaft (1878–1912). Die Familie dieser Könige lebt immer noch vor Ort. Die Geschichte des Reiches ist vor allem aus mündlichen Erzählungen rekonstruiert worden. Der Aufbau des Hofstaates erinnert stark an christliche Traditionen, weswegen ein christlicher Ursprung des Reiches angenommen wird.